# Eating Out 3: Bierz, co chcesz
Eating Out 3: Bierz, co chcesz (tytuł oryg. Eating Out: All You Can Eat) – amerykańska komedia filmowa w reżyserii Glenna Gaylorda z 2009 roku, drugi sequel przebojowego filmu Eating Out (2004).

## Zarys fabuły
Historia dwójki gejów, którzy po namowach swych przyjaciółek decydują się poszukać drugiej połówki w Internecie. Trafiają na siebie.

## Obsada
- Rebekah Kochan − Tiffani von der Sloot
- Daniel Skelton − Casey
- Chris Salvatore − Zack
- Michael E.R. Walker − Ryan
- Julia Cho − Tandy
- Mink Stole − Helen
- Leslie Jordan − Harry
- John Stallings − Lionel
- Maximiliano Torandell − Ernesto
- Sumalee Montano − Pam
- Cristina Balmores − Candy
- Tabitha Taylor − Tabitha
- Daniel Okeefe − młody Kyle
- Rick D'Agostino − ogier bez koszulki

## Realizacja i wydanie filmu
Film kręcono w 2009 roku na terenie Los Angeles w stanie Kalifornia.
Oficjalna, światowa premiera filmu miała miejsce 19 lipca 2009 roku podczas Outfest Film Festival. W Polsce 20 marca 2012 komedię wydało na rynku DVD OutFilm.pl.